# Forschungsgruppe Akupunktur und Chinesische Medizin
Die Forschungsgruppe Akupunktur und Chinesische Medizin (FACM) e.V. ist eine deutsche wissenschaftliche Fachgesellschaft.
Sie wurde 1997 von dem Orthopäden Albrecht Molsberger und der Internistin Gabriele Böwing in Düsseldorf gegründet und gehört mit etwa 2300 Mitgliedern zu den großen Ärzteverbänden in Deutschland. Über 97 Prozent der Ärzte sind Fachärzte, davon die meisten Orthopäden, gefolgt von Allgemeinmedizinern und Internisten. Die FACM e.V. hat zur Verbreitung, wissenschaftlichen Anerkennung und der Anerkennung der Akupunktur als Kassenleistung bei chronischer Kniegelenksarthrose und chronischem Kreuzschmerz beigetragen.

## Gesellschaftsziele
Im Bereich der Akupunktur und Chinesischen Medizin fördert die FACM den Erfahrungsaustausch und die wissenschaftliche Zusammenarbeit unter Ärzten und Gesellschaften auf nationaler und internationaler Ebene, die Qualitätssicherung, die Fort- und Weiterbildung (Seminare), wissenschaftliche Forschungsprojekte und die Information der Fachwelt und der Allgemeinheit. Die Forschungsgruppe Akupunktur und Chinesische Medizin wird geleitet von Albrecht Molsberger (1. Vorsitzender, Orthopädie), Franz-Josef Zumbé (Allgemeinmedizin) und Gabriele Böwing (Innere Medizin). Dem wissenschaftlichen Beirat gehören an: M. Agelink (Klinikum Herford), H.-R. Casser (Schmerz-Zentrum Mainz), J. Krämer (Orthopädie, Ruhr-Universität Bochum), K.-P. Schulitz (Universität Düsseldorf), P. Wehling (Universitäten Chapelhill und Düsseldorf).

## Wissenschaft
Die FACM hat mehrere klinische Akupunkturstudien konzipiert und durchgeführt. So wurde die erste kontrollierte Studie publiziert, die bei chronischem Kreuzschmerz eine (i) konventionelle orthopädische Therapie allein mit einer (ii) Kombination aus konventioneller orthopädischer Therapie mit Akupunktur an Chinesischen Punkten und einer (iii) Kombination aus konventioneller orthopädischer Therapie mit einer Akupunktur an nicht chinesischen Punkten verglich. Hierbei zeigte sich eine deutliche Überlegenheit der Chinesischen Akupunktur in Kombination mit der orthopädischen Standardtherapie im Vergleich zu den anderen beiden Gruppen. Weiterhin führten Mitglieder der FACM eine dreiarmige Studie zur Wirksamkeit der Akupunktur bei chronischem Schulterschmerz durch. Hierbei wurde erstmals eine Studienmethodik entwickelt, die eine kontrollierte multizentrische Akupunkturstudie im ambulanten Bereich unter Einbeziehung vieler niedergelassener Ärzte erlaubte.
Diese Erfahrungen trugen wesentlich zur Konzeption der GERAC-Studien bei. An den GERAC-Studien war die FACM mit A. Molsberger (Leitungsgremium), G. Böwing (Entwicklung der Akupunktur für Kopfschmerz) und 250 niedergelassenen Ärzten, die ihre Ausbildung bei der Forschungsgruppe Akupunktur absolviert hatten, beteiligt.
Die GERAC-Studien (2002–2007) (german acupuncture trials) sind die weltweit größten prospektiven und randomisierten Untersuchungen zur Wirksamkeit der Akupunktur im Vergleich zu einer leitlinienorientierten Standardtherapie für die volkswirtschaftlich relevantesten Indikationen chronischer Kreuzschmerz, chronischer Schmerz bei Gonarthrose, chronischer Spannungskopfschmerz und chronische Migräne. Die Überlegenheit der Akupunktur gegenüber der konventionellen Standardtherapie bei chronischem Kreuzschmerz und Kniegelenksarthrose führte für diese Krankheitsbilder gemäß Beschluss des Gemeinsamen Bundesausschusses zur Anerkennung der Akupunktur als Kassenleistung ab 1. Januar 2007.

## Fort- und Weiterbildung
Die FACM fördert die ärztlichen Fort- und Weiterbildung im Bereich der Akupunktur und chinesischen Medizin. Die angeschlossene Ausbildungsinstitution hat 4500 Ärzte ausgebildet, viele davon mit der Zusatzbezeichnung Akupunktur. Schwerpunkt der Akupunkturausbildung ist die Integration der Akupunktur und Chinesischen Medizin in den Arbeitsablauf der westlichen medizinischen Praxis. So wird heute ein Großteil der jährlich ca. 10 Millionen Akupunkturbehandlungen in Deutschland von Ärzten durchgeführt, die von der Forschungsgruppe Akupunktur ausgebildet wurden.

## Öffentlichkeitsarbeit
Die FACM nimmt in der Öffentlichkeit Stellung zur Akupunktur und Chinesischen Medizin. So wurde die häufig schlechte Studienqualität von Akupunkturstudien und die schlechte Ausbildungsqualität herausgestellt. Mitglieder der FACM haben das Bedürfnis der Patienten nach Akupunktur in Deutschland untersucht und sich zu Studienergebnissen in der Fach- und Laienpresse geäußert.